# Flatwoods (ekologia)

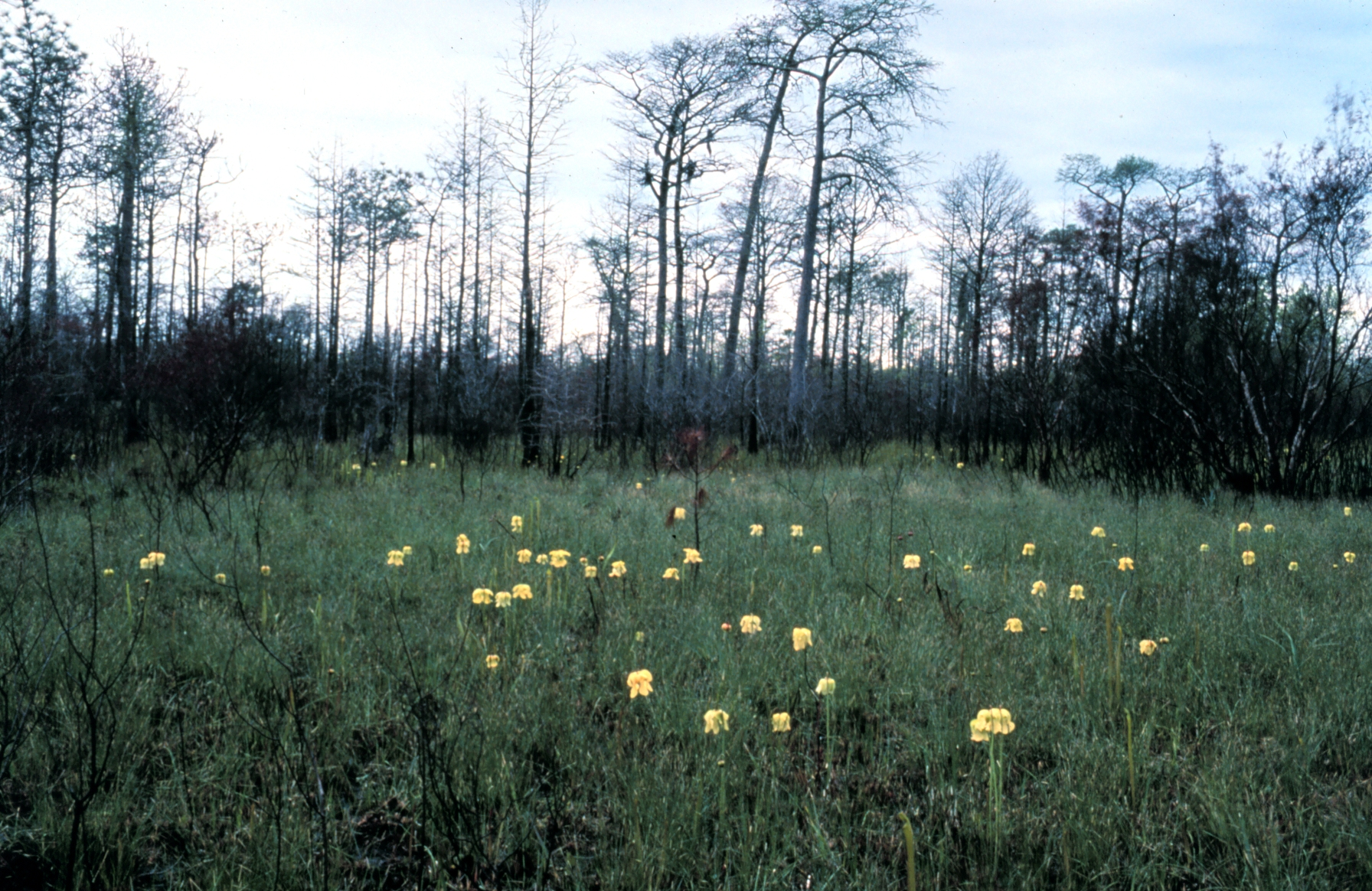
Flatwoods w Grand Bay National Estuarine Research Reserve

Flatwoods, Pineywoods, Pine Savannas, Longleaf Pine-Wiregrass Ecosystem – rodzaj biocenozy występujący na nadbrzeżnych równinach południowo-wschodniej Ameryki Północnej. Istnienie flatwoods podtrzymywane jest przez naturalne pożary lasów, jak i ich wypalanie. W piętrze drzew dominują: sosna długoigielna (Pinus palustris) i sosna Elliotta (Pinus elliotii), a w podszycie: Serenoa repens, Ilex glabra i inne łatwopalne, wiecznie zielone krzewy, współwystępując z silnie zróżnicowaną roślinnością zielną. Dawniej był to jeden z dominujących ekosystemów południowo-wschodniej Ameryki Północnej. Choć roślinność trawiasta i sosny są cechami charakterystycznymi flatwoods, to ich szczegółowy skład zmienia się od Teksasu na zachodzie po Florydę na wschodzie. W Luizjanie różnice widoczne są nawet pomiędzy zbiorowiskami na wschodnim i zachodnim brzegu rzeki Mississippi.
Wśród rosnących w tym ekosystemie roślin zielnych wymienić można: storczykowate: Pogonia ophioglossoides i z rodzaju Calopogon, przygiełki (Rhynchospora) i owadożerne kapturnice (Sarracenia).